# Восстание Осио Хэйхатиро
Восстание Осио Хэйхатиро (яп. 大塩平八郎の乱 О:сио Хэйхатиро: но ран) — восстание 1837 года в Осаке под предводительством японского самурайского чиновника Осио Хэйхатиро, направленное против политики администрации сёгуната Токугава во время голода Тэмпо.

## История
Во время голода Тэмпо, который свирепствовал в Японии в 1833—1837 годах, в стране повысились цены на продукты и рис. Люди умирали даже в Осаке, которая считалась самым богатым японским городом. Осакский ёрики (конный самурай-полицейский) Осио Хэйхатиро, один из влиятельных учителей неоконфуцианства, неоднократно обращался к властям Осаки и сёгуната с планами спасения городского населения, однако его предложения отклонили. Одновременно осакский чиновник Атобэ Ёсисукэ игнорировал ситуацию в городе и вместо помощи голодающим скупал рис и отправлял его в Эдо для проведения церемонии провозглашения нового сёгуна, которая планировалась на следующий год. Кроме этого, богатые осакские купцы также отказывались раздавать рис беднякам.
В таких обстоятельствах Осио Хэйхатиро решил поднять восстание против сёгунской администрации Осаки и местного купечества. Он планировал забрать спрятанный ими рис и деньги и раздать их нуждающимся жителям города. Осио заблаговременно продал книги своей библиотеки, а на вырученные деньги нанял крестьян из окрестных сёл.
25 марта 1837 года Осио разослал по городу письмо, в котором критиковал политику сёгуната относительно голода. Подняв флаг с надписью «Спасаем народ!», он собрал более двадцати учеников-самураев в своей частной школе Сэнсиндо, подпалил собственную усадьбу и выступил к набережной, где находились дома богатых купцов. Благодаря грабежу кладовых с рисом и раздаче продуктов, силы восставших возросли до 300 человек. Однако в ходе уличных боёв с регулярной армией сёгуната они все разбежались. Правительственные войска использовали артиллерию, огонь которой вызвал пожар в Осаке. В результате сгорела пятая часть деревянного города. Через 40 дней полиция выследила предводителя восставших Осио Хэйхатиро, который совершил ритуальное самоубийство.
Восстание, возникшее в центре Осаки, шокировало тогдашнее японское общество. Лидером мятежа оказался чиновник и учитель неоконфуцианства, который принадлежал к классу, который традиционно считался лояльным к власти. Обеспокоенный этими событиями сёгунат начал ускоренными темпами социально-экономические реформы Тэмпо, а в регионах вспыхнули новые самурайские восстания, которые были отголоском осакского выступления.